# بکا (نوازنده)
بکا (انگلیسی: Becca؛ زادهٔ ۹ مهٔ ۱۹۸۹) یک موسیقی‌دان اهل ایالات متحده آمریکا است.